# Homoeoxipha fuscipennis
Homoeoxipha fuscipennis är en insektsart som beskrevs av Lucien Chopard 1927. Homoeoxipha fuscipennis ingår i släktet Homoeoxipha och familjen syrsor. Inga underarter finns listade i Catalogue of Life.